# Ν
Νu（大寫Ν，小寫ν，中文音译：纽），是第十三個希臘字母。
大寫Ν因形同拉丁字母N而不單獨使用。小寫ν用於：
- 物理上的波的頻率，或用 ƒ（frequency） 來代替 ν。
- 粒子物理學的三種中微子
- 蒲松比
- 黏度#运动黏度

拉丁字母N及斯拉夫字母Н都是由Nu演變而成。